# Salacia lateritia
Salacia lateritia är en benvedsväxtart som beskrevs av N. Hallé. Salacia lateritia ingår i släktet Salacia och familjen Celastraceae. Inga underarter finns listade.